# Tea for One
Tea for One är en låt av Led Zeppelin på albumet Presence från 1976. Låten är skriven av Robert Plant och Jimmy Page. Låten handlar om ensamhet och hemlängtan, något som drabbade Robert Plant under en konsertturné. "Tea For One" har aldrig spelats live av Led Zeppelin.